# Сасанчин Роман Васильович
Роман Васильович Сасанчин (нар. 1 квітня 2002, с. Садки, Тернопільська область, Україна) — український співак. Переможець талант-шоу «Голос. Діти» (2015), а також переможець «Голос країни» (2020).

## Життєпис
Роман Сасанчин народився 1 квітня 2002 року в селі Садки Заліщицького району, нині Чортківський район Тернопільської області в простій християнській сім’ї Василя та Євдокії.
Любов до пісні проявилася ще змалечку, коли мати і сестра наспівували колискову, а також часто Роман вслухався у класичні мелодії музичних шкатулок.
Співає з п'яти років. Перший виступ був в першому класі на першому дзвонику. Давав концерти, а також грав і співав мамі і татові.
Закінчив Садківську загальноосвітню та Товстенську музичну (2013, клас гри на акордеоні, викладач Олег Николяк) школу, Львівську спеціалізовану музичну школу-інтернат ім. Соломії Крушельницької на клас вокалу (2018), до котрої запросив сам Міністр культури України. Навчається у Теребовлянському коледжі культури і мистецтв.
У 2012 році він брав участь «сліпих прослуховуваннях» першого сезону талант-шоу «Голос. Діти», але жоден із тренерів шоу його не обрав.
2 березня 2015 року Сасанчин став переможцем другого сезону талант-шоу «Голос. Діти». У жовтні того ж року він презентував кліп на пісню «Мамина зірка», який подарував йому канал «1+1». Музику до пісні написала Тіна Кароль, а слова — Микола Бровченко.
26 квітня 2020 року він став переможцем десятого сезону талант-шоу «Голос країни», у команді Тіни Кароль із піснею «Цвіте черешня».

## Відзнаки
- третє місце у Міжнародному конкурсі у м. Кельцях (Польща) з гри на гобої
- переможець Міжнародного християнського конкурсу «Пісня серця», приуроченому року Віри (2013)[1]
- лауреат премії ім. Михайла Петренка — за популяризацію його творчості (2017, Слов’янськ)
- перше місце Всеукраїнського конкурсу «Найталановитіший» (2019, Чортків).

## Громадська діяльність
У 2017 році Роман, став одним із облич протитютюнової компанії в Україні.

## Родина
Одружений, дружина Іванна народила 30 грудня 2021 року доньку Елізабет.

## Цікаві факти
- У 2015 році надихнув Тіну Кароль до написання пісні «Україна — це ти», у кліпі якої й відзнявся.
- У Романа є спільна пісня з Віктором Павліком та Іваном Ганзерою «Моє рідне село», яку виконавці записали та виконують у своїх концертних виступах.
- На гала-концерті який відбувся у Львові, Роман виконав пісню «Крила життя», слова до якої написав сам, музика о. Іван Полевий.